# نسبت شانس‌ها

نسبت شانس‌ها (Odds ratio) عبارت است از مقدار ارتباط بین یک مشخصه خاص همچون A با یک مشخصه دیگر همچون B در جامعه. به عبارت دیگر این آمار می‌خواهد بداند، وجود یا عدم وجود مشخصه‌ای چون A چگونه بر وجود یا عدم وجود مشخصه ای چون B اثر می‌گذارد. نسبت شانس معمولا جهت بررسی و شناسایی عوامل خطر یک بیماری استفاده می‌شود که در اینجا نسبت شانس برابر است با شانس ابتلا به بیماری برای کسانی در معرض عامل فرضی هستند تقسیم بر شانس ابتلا به بیماری برای افرادی که در معرض آن عامل قرار ندارند. مانند اینکه آیا مصرف مداوم گوشت قرمز می‌تواند به عنوان یک عامل خطر برای ابتلا به سرطان کولون در نظر گرفته شود؟ یا اینکه چه میزان مصرف الکل می‌تواند منجر به بروز بیماری‌های کبدی گردد؟ یا اینکه آیا استفاده از تلفن همراه می‌تواند با سرطان مغز در ارتباط باشد؟

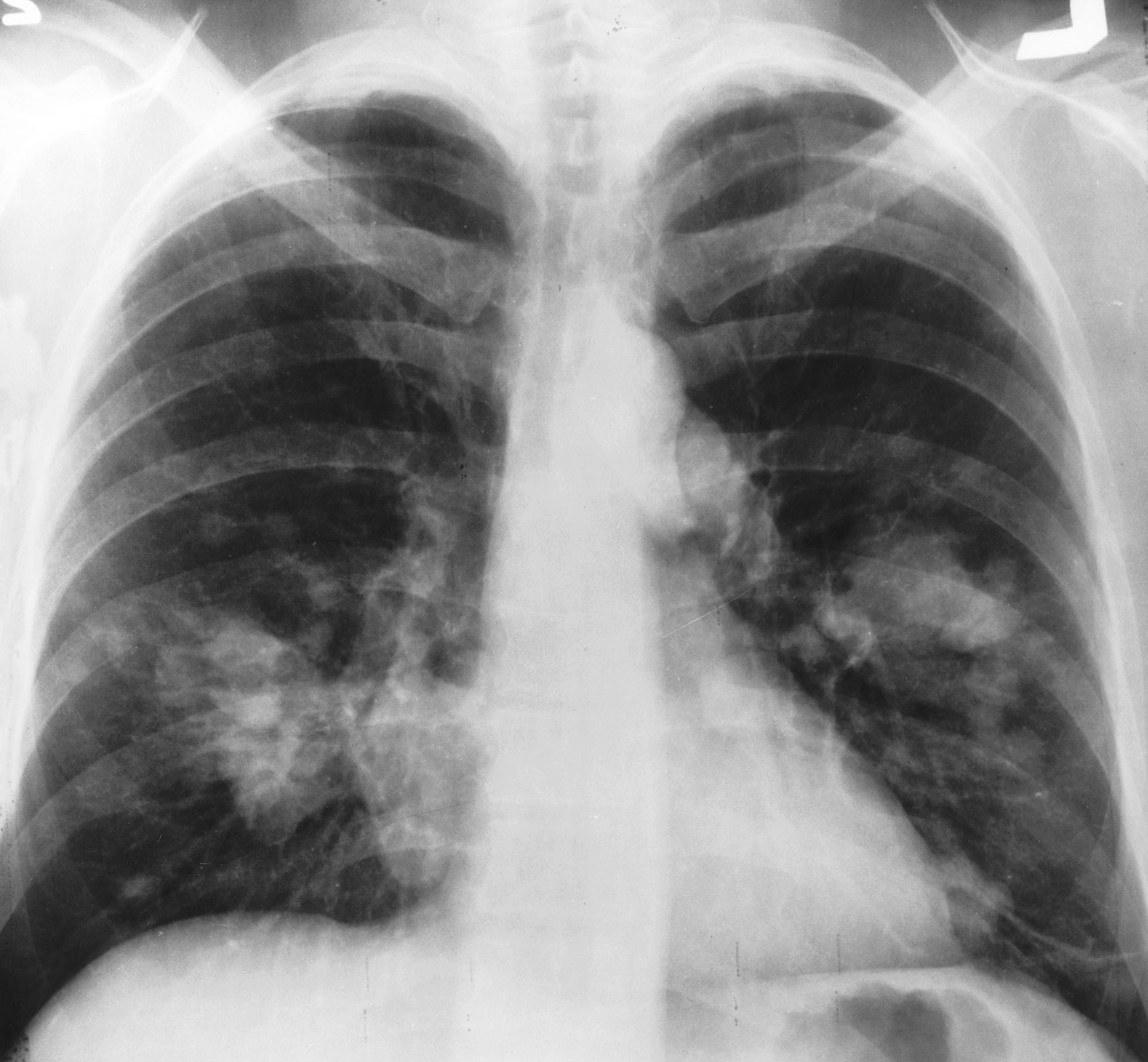
سرطان ریه
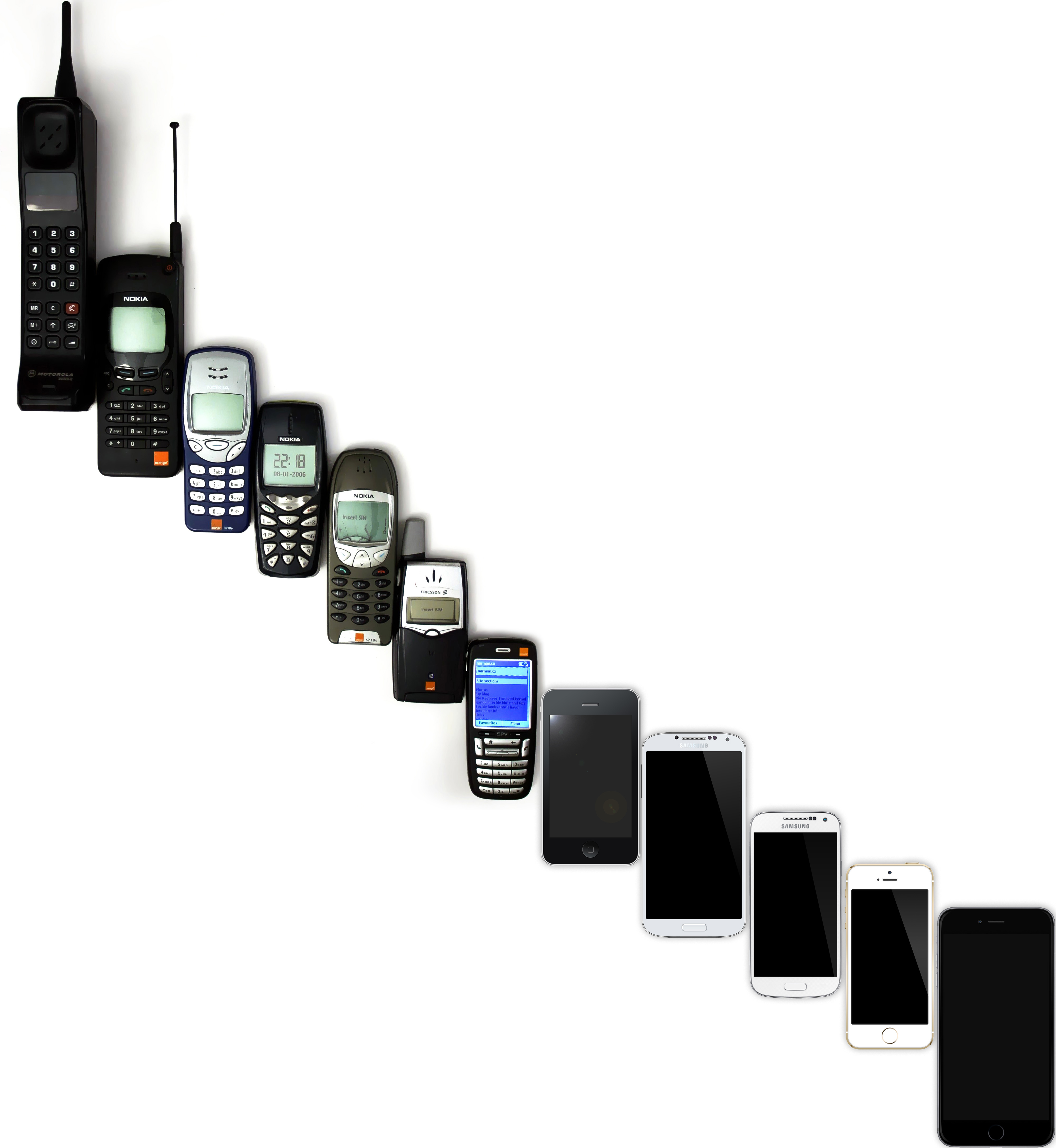
تلفن همراه
تومور مغزی
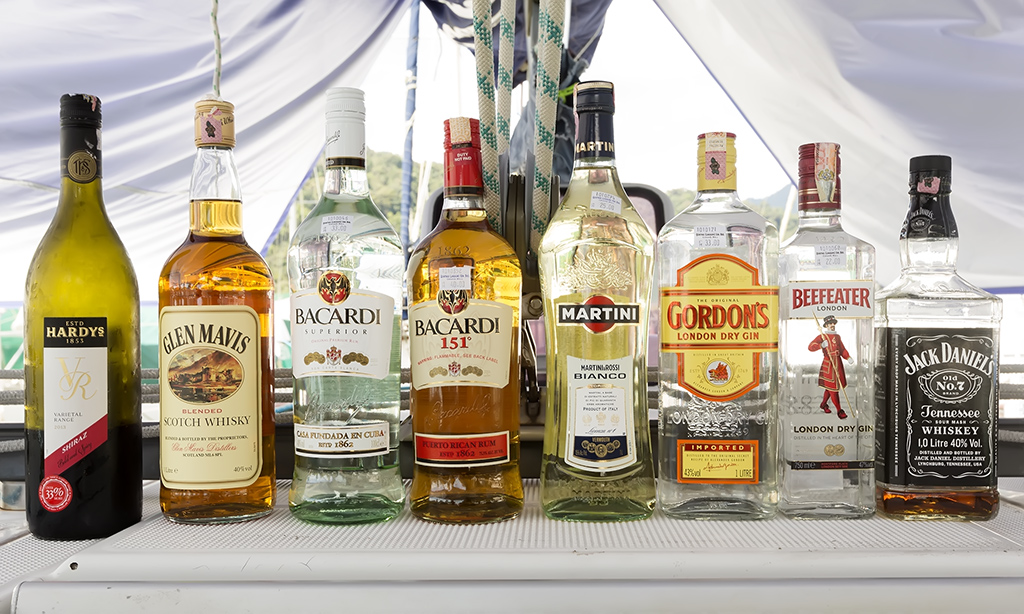
مصرف الکل
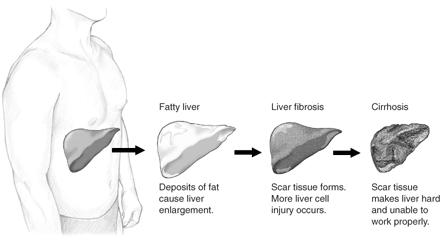
بیماری های کبدی
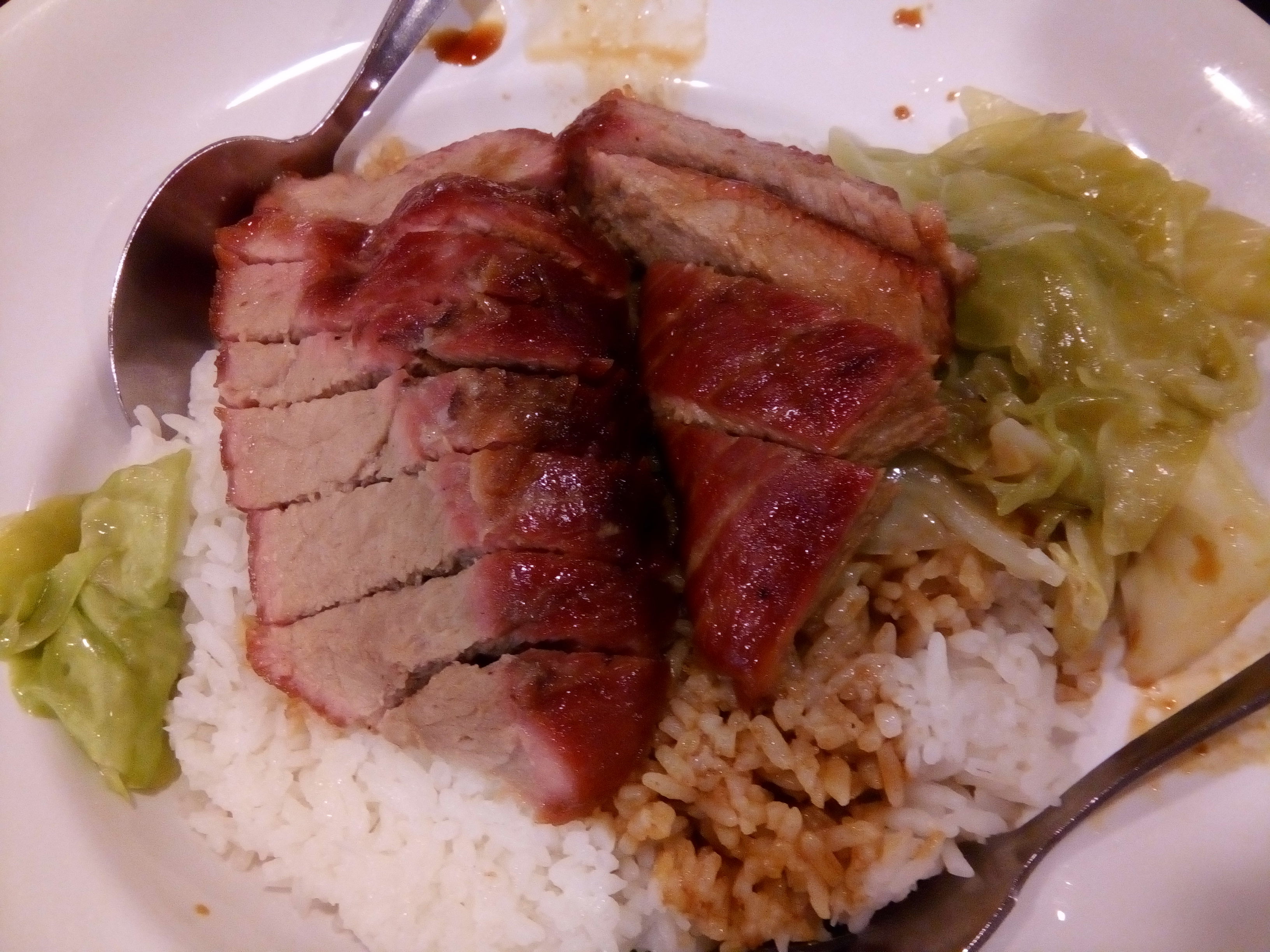
مصرف گوشت قرمز
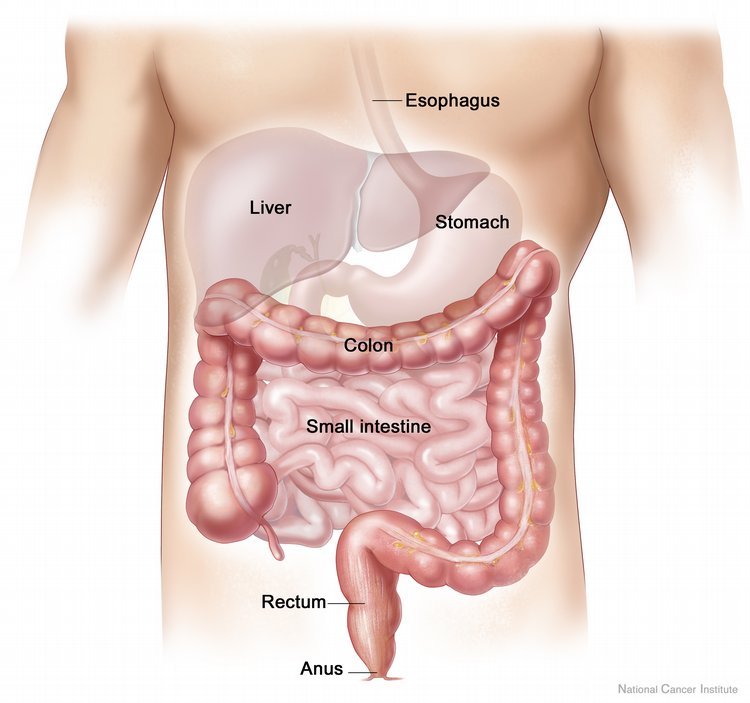
سرطان کولون

## کاربرد
نسبت شانس برای مقایسه شانس نسبی وقوع نتیجه موردنظر (به عنوان مثال بیماری یا اختلال) با قرار گرفتن در معرض متغیر موردنظر (به عنوان مثال، ویژگی سلامت، جنبه سابقه پزشکی) مورد استفاده قرار می‌گیرد.

## محاسبهٔ نسبت شانس
برای محاسبهٔ نسبت شانس
1. شانس اینکه یک فرد از جامعه دارای مشخصهٔ A باشد را با فرض اینکه آن فرد در حال حاضر مشخصهٔ B را دارد محاسبه می‌کنیم.
2. شانس اینکه یک فرد از جامعه دارای مشخصهٔ A باشد را با فرض اینکه آن فرد در حال حاضر مشخصهٔ B را ندارد محاسبه می‌کنیم.
3. از تقسیم مراحل ۱ و ۲ مقدار نسبت شانس بدست می‌آید.[۲]

## نمونه‌ای از محاسبهٔ نسبت شانس
مثال: اگر مشخصهٔ A را سیگاری بودن در نظر بگیریم و مشخصهٔ B را ابتلا به سرطان ریه آنگاه:
1. شانس سیگاری بودن یک فرد در جامعه را باید با فرض اینکه فرد مبتلا به سرطان ریه باشد محاسبه نماییم.
2. شانس سیگاری بودن یک فرد در جامعه را باید با فرض اینکه فرد مبتلا به سرطان ریه نباشد محاسبه نماییم.
3. از تقسیم دو شانس بدست آمده در مراحل ۱ و ۲ مقدار نسبت شانس بدست خواهد آمد.

فرض کنید ۱۰۰ بیمار مبتلا به سرطان ریه و ۱۰۰ فرد سالم داشته باشیم. حال می‌خواهیم ببینیم آیا سیگار می‌تواند به عنوان یک عامل خطر برای ابتلا به سرطان ریه در نظر گرفته شود؟ از ۱۰۰ بیمار مبتلا به سرطان ۲۰ نفر سیگاری و ۸۰ نفر غیر سیگاری و از ۱۰۰ فرد سالم ۵ نفر سیگاری و ۹۵ نفر غیر سیگاری هستند. جدول زیر را تشکیل می‌دهیم.
|           | مبتلا به سرطان ریه | غیر مبتلا به سرطان ریه |
| سیگاری    | 20(a)              | 5(b)                   |
| غیرسیگاری | 80(c)              | 95(d)                  |

1. {\displaystyle odds_{1}={a \over c}={20 \over 80}=0.25}
2. {\displaystyle odds_{2}={b \over d}={5 \over 95}=0.053}
3. {\displaystyle OR={odds_{1} \over odds_{2}}={0.25 \over 0.053}=4.72}

بنابراین با توجه به اینکه مقدار OR=۴٫۷۲ می‌توان نتیجه گرفت شانس ابتلا به سرطان ریه در افراد سیگاری بیشتر و در حدود ۴٫۷۲ برابر افراد غیر سیگاری خواهد بود.

## تفسیر نسبت شانس
1. مقدار OR=۱ بیانگر این است که مواجهه با عامل A اثری بر روی مشخصهٔ B نداشته‌است.
2. مقدار OR>1 بیانگر این است که شانس رخداد مشخصهٔ B برای افرادی که با عامل A در تماس بوده‌اند بیشتر خواهد بود.
3. مقدار OR<1 بیانگر این است که شانس رخداد مشخصه B برای افرادی که با عامل A در تماس بوده‌اند کمتر می‌باشد.[۲]

## خطر نسبی

### تعریف
خطر نسبی، نسبت خطر ابتلاء یا مرگ در مواجهه یافته‌ها به همان خطر در مواجهه نیافته‌ها است، به عبارتی دیگر، خطر نسبی عبارت از نسبت میزان بروز (تجمعی) در گروه مواجهه یافته به نسبت بروز (تجمعی) بیماری در گروه مواجهه نیافته. خطر نسبی علاوه بر این که به ما می‌گوید چقدر خطر بروز بیماری در مواجهه با یک عامل در مقایسه با فردی که با آن عامل مواجهه نیافته وجود دارد، استحکام یک رابطه علّیّتی را نیز نشان می‌دهد.

### محاسبه و تفسیر خطر نسبی
خطر نسبی را نمی‌توان در یک مطالعه مقطعی اندازه‌گیری کرد. اگر مقدار خطر نسبی برابر یک شود معنای آن این است که احتمال بروز بیماری در گروه مواجهه یافته برابر گروه مواجهه نیافته‌است یا به تعبیری دیگر افراد چه با این عامل خاص مواجه شوند و چه مواجه نگردند احتمال یکسانی برای بیمار شدن خواهند داشت. هرچه مقدار به دست آمده خطر نسبی از یک بزرگتر باشد نشان دهنده افزایش بیشتر احتمال بروز بیماری در مواجهه با آن عامل در مقایسه با عدم مواجهه، همین‌طور استحکام بیشتر رابطه آنها است. اگر مقدار خطر نسبی کمتر از یک باشد نشان دهنده اثر محافظتی مواجهه با آن عامل در بروز بیماری خواهد بود. زمانی که در مطالعات اپیدمیولوژی و با استفاده از نمونه برداری خطر نسبی را محاسبه می‌کنیم لازم است که ۹۵ درصد حدود اطمینان برای آن نیز محاسبه و گزارش کنیم.
در مطالعات مورد شاهدی نمی‌توان خطر نسبی را اندازه‌گیری کرد. امّا در صورتی که شروط ذیل تأمین شود نسبت شانس می‌تواند برآورد تقریبی مناسبی از خطر نسبی در جامعه باشد:
- زمانی که بیماری مورد نظر در مطالعه شیوع زیادی در جامعه نداشته باشد.
- زمانی که موردهای مطالعه شده از نظر سابقه مواجهه، نماینده واقعی کل افراد مبتلا به بیماری در جمعیت انتخاب شده باشند.
- زمانی که شاهدهای مطالعه شده از نظر سابقه مواجهه، نماینده واقعی کل افراد غیر بیمار در جمعیت انتخاب شده برای مطالعه باشند.

## ارتباط خطر نسبی و نسبت شانس
به منظور جلوگیری از مسائل و تورش‌های در ارتباط با OR بهتر است هرجا که ممکن باشد و طراحی مطالعه این امکان را بدهد مقدار خطر نسبی گزارش شود. البته در صورتی که پیامد مورد نظر خیلی شایع نباشد. (کمتر از ۵٪) نسبت شانس برآورد بدون تورشی از خطر نسبی را ارائه می‌دهد، در اینگونه موارد مقدار اختلاف بین نسبت شانس و خطر نسبی کوچک بوده و قابل اغماض است. محاسبه نسبت شانس در مطالعات هم‌گروهی اگر که نخواهیم از آن به عنوان وسیله‌ای برای برآورد خطر نسبی استفاده کنیم و فقط برای بیان قدرت ارتباط بین مواجه و پیامد به کار برود، می‌تواند مفید باشد. به عنوان مثال هنگامی که می‌خواهیم نتایج یک مطالعه هم‌گروهی را با مشابه مورد شاهدی آن مقایسه کنیم یا نتایج هردو مطالعه در مطالعات متاآنالیز ترکیب کنیم، نسبت شانس مفید است.